# Normal (geometria)

Um polígono e dois dos seus vectores normais

A normal a uma superfície num ponto é a mesma que a normal ao plano tangente à superfície no mesmo ponto

Em geometria, uma normal é um objeto, como uma linha ou vetor, que é perpendicular a uma superfície em um dado ponto. Por exemplo, no caso bidimensional, a linha normal a uma curva em um determinado ponto é a reta perpendicular à reta tangente à curva no ponto.
No caso tridimensional, a normal a uma superfície em um ponto P é um vetor perpendicular ao plano tangente à superfície no ponto P. A palavra "normal" também é usada como um adjetivo: uma linha normal a um plano, a componente normal de uma força, o vetor normal, etc. O conceito de normalidade é generalizado por ortogonalidade.
O conceito é generalizado em variedades diferenciáveis de dimensão arbitrária incorporadas em um espaço Euclidiano. O espaço normal de uma variedade em um ponto P é o conjunto de vetores ortogonais ao espaço tangente em P.
A normal é frequentemente usada em computação gráfica para determinar a orientação de uma superfície diante de uma fonte de luz em técnicas de sombreamento plano, ou a orientação de cada um dos cantos (vértices) para imitar uma superfície curva para Sombreamento de Phong.

## Vetor normal
O vetor normal, quando em domínios tridimensionais, por definição é aquele que faz 90 graus, ou seja, é perpendicular, a uma dada superfície a qual se refere. É comum estar associado ao vetor diretor de retas perpendiculares a figuras geométricas bidimensionais.
O vetor normal está associado a várias aplicações práticas nas áreas de ciências exatas e engenharia, como a lei de Gauss para o fluxo elétrico e magnético.

## Normal a superfícies no espaço 3D

### Calculando a normal de uma superfície
Para um polígono convexo (como um triângulo), uma normal pode ser calculada como o vetor resultante do produto vetorial de dois vetores que se encontram em arestas não-paralelas do polígono.
Para um plano determinado pela equação {\displaystyle ax+by+cz+d=0}, o vetor {\displaystyle (a,b,c)} é um normal.
Para um plano dado pela equação:
{\displaystyle \mathbf {r} (\alpha ,\beta )=\mathbf {a} +\alpha \mathbf {b} +\beta \mathbf {c} },
a é um ponto no plano e b e c são vetores (não paralelos) contidos no plano. A normal ao plano é um vetor perpendicular a ambos b e c, que pode ser encontrado com o produto vetorial {\displaystyle }.
Para um hiperplano em n+1 dimensões, dado pela equação
{\displaystyle \mathbf {r} =\mathbf {a} _{0}+\alpha _{1}\mathbf {a} _{1}+\cdots +\alpha _{n}\mathbf {a} _{n}},
onde a0 é um ponto no hiperplano e ai para i = 1, ..., n são vetores não-paralelos situados no hiperplano. Uma normal ao hiperplano é qualquer vetor no espaço nulo de A , onde A é dada por
{\displaystyle A=[\mathbf {a} _{1}\dots \mathbf {a} _{n}]}.
Isto é, qualquer vetor ortogonal a todos os vetores no plano é, por definição, uma normal.

## Unicidade da normal

Um campo de vetores normais a uma superfície

Em um dado ponto em uma superfície, há duas escolhas possíveis para o vetor normal(no caso de uma superfície fechada, um estará apontando para dentro e um para fora). Esse processo de escolha se chama orientação.

## Normal em óptica geométrica

Diagrama de reflexão

A normal é a reta perpendicular à superfície de um meio ótico em um determinado ponto. Na reflexão da luz, o ângulo de incidência e o ângulo de reflexão são, respectivamente, o ângulo entre a normal e o raio incidente (no plano de incidência) e o ângulo entre a normal e o raio refletido.